# Urtebi Haundi
Urtebi Haundi es el nombre de una variedad cultivar de manzano (Malus domestica). Esta manzana está cultivada en diversos viveros entre ellos algunos dedicados a conservación de árboles frutales en peligro de desaparición. La manzana 'Urtebi Sagarra' es originaria de Guipúzcoa, donde tuvo su mejor época de cultivo comercial en la década de 1960, y actualmente en menor medida aún se encuentra. De 'Urtebi Sagarra' hay 3 variedades diferenciadas: 'Urtebi Haundi' fruto tamaño grande y piel clara, 'Urtebi Txiki' de menor tamaño, y 'Urtebi Beltza' de tamaño grande y piel más oscura.

## Sinónimos
- "Manzana Urtebia",[7][8][9]
- "Urtebi Sagarra",
- "Manzana Feliz Año Nuevo".

## Historia
'Urtebi Haundi' es una variedad de manzana culivada en Guipúzcoa está considerada incluida en las variedades locales autóctonas muy antiguas, cuyo cultivo se centraba en comarcas muy definidas. Se caracterizaban por su buena adaptación a sus ecosistemas y podrían tener interés genético en virtud de su adaptación. Estas se podían clasificar en dos subgrupos: de mesa y de sidra (aunque algunas tenían aptitud mixta).

'Urtebi Haundi' es una variedad mixta, clasificada como de mesa, también se utiliza en la elaboración de sidra; difundido su cultivo en el pasado por los viveros comerciales y cuyo cultivo en la actualidad se ha reducido a huertos familiares y jardines privados.

## Características
El manzano de la variedad 'Urtebi Haundi' tiene un vigor Medio; florece a inicios de mayo; tubo del cáliz en forma de embudo corto, y con los estambres situados en su mitad.
La variedad de manzana 'Urtebi Haundi' tiene un fruto de tamaño medianamente grande; forma tronco-cónica, más ancha que alta, con un lado más desarrollado, y con contorno irregular; piel semi-brillante, algo untuosa; con color de fondo verde amarillento, siendo el color del sobre color cobre, importancia del sobre color medio, siendo su reparto en chapa, con chapa levemente cobriza en la zona de insolación, acusa punteado uniforme pequeño y ruginoso con aureola del color del fondo, en algún fruto puntos más grandes rojos, y una sensibilidad al "russeting" (pardeamiento áspero superficial que presentan algunas variedades) débil; pedúnculo grueso y corto, como máximo a la altura de los bordes, anchura de la cavidad peduncular es amplia, profundidad de la cavidad pedúncular es profunda con los bordes irregulares, fondo con costra ruginosa en forma estrellada y amplia que sobrepasa la cavidad, y con una  importancia del "russeting" en cavidad peduncular media; anchura de la cavidad calicina mediananamente ancha, profundidad de la cav. calicina profunda, irregular con uno de sus lados más rebajado, arrugado en las paredes de la cavidad marcando como pétalos esculpidos junto con los abultamientos en la base de los sépalos, y de la importancia del "russeting" en cavidad calicina débil; ojo pequeño y cerrado; sépalos triangulares y muy carnosos en la base.
Carne de color blanco, con fibrillas verdosas; textura crujiente, y fina, jugosa, fundente; sabor característico de la variedad, dulce y agradable, muy bueno; corazón de tamaño medio, desplazado. Eje abierto. Celdas arriñonadas, cartilaginosas de color verde claro. Semillas aristadas, puntiagudas, de tamaño medio, color marrón claro uniforme.
La manzana 'Urtebi Haundi' tiene una época de maduración y recolección media en el otoño, se recolecta desde mediados de septiembre hasta mediados de octubre, madura durante el invierno aguanta varios meses más. Tiene uso mixto pues se usa como manzana de mesa fresca, y también como manzana para elaboración de sidra.